# Бьюкенен, Эдгар
Эдгар Бьюкенен (англ.  Edgar Buchanan), полное имя Уильям Эдгар Бьюкенен II (англ.  William Edgar Buchanan II; 20 марта 1903 — 4 апреля 1979) — американский актёр кино и телевидения 1930—1970-х годов.
За время своей карьеры Бьюкенен сыграл в таких фильмах, как «Морской ястреб» (1940), «Грошовая серенада» (1941), «Весь город говорит» (1942), «Чёрная стрела» (1948), «Врата дьявола» (1950), «Нападение на почтовую станцию» (1951), «Шейн» (1953), «Человеческое желание» (1954), «Скачи по горам» (1962) и «Маклинток!» (1963).
Американские зрители, вероятно, лучше всего помнят его по роли дяди Джо Карсона, которую он играл на телевидении в ситкомах «Станция Юбочкино» (1963—1970), «Зелёные просторы» (1965—1969) и «Деревенщина из Беверли-Хиллз» (1968).

## Ранние годы жизни и начало карьеры
Эдгар Бьюкенен родился 20 марта 1903 года в Хьюмансвилле, Миссури, в семье врачей. В возрасте семи лет вместе с родителями переехал в Юджин, Орегон, где и вырос.
После учёбы в Орегонском университете Бьюкенен пошёл по стопам отца и стал зубным врачом, закончив Северный Тихоокеанский стоматологический колледж (англ. North Pacific Dental College). С 1929 по 1937 год Бьюкенен работал зубным хирургом в больнице Юджина. Одновременно он стал играть в спектаклях местного театра.
В 1939 году Бьюкенен вместе с женой, которая также была стоматологом, переехал в Алтадину, Калифорния (по другим сведениям — в Пасадену), где Бьюкенен начал работать в театре Pasadena Players. В 1939 году в возрасте 36 лет Бьюкенен окончательно бросил профессию стоматолога и передал практику жене, чтобы полностью посвятить себя актёрской профессии.

## Карьера в кинематографе
В 1939 году имя Бьюкенена впервые появилось в титрах фильма. Это была мелодрама студии Columbia Pictures с Гленном Фордом «Мой сын виновен» (1939), где Бьюкенен сыграл бармена. Несмотря на поздний старт, Бьюкенен сразу стал получать роли.
В 1940 году он прошёл экранные пробы на Warner Bros., получив несколько эпизодических ролей в таких престижных фильмах, как костюмированный экшн с Эрролом Флинном «Морской ястреб» (1940), вестерн с Рэндольфом Скоттом «Когда Далтоны перешли черту» (1940), романтическая комедия с Джин Артур и Фредом Макмюрреем «Слишком много мужей» (1940), а также вестерн с Уильямом Холденом и Джин Артур «Аризона» (1940), где Бьюкенен сыграл заметную роль судьи.
В 1941 году Бьюкенен появился в пяти фильмах, среди которых романтическая мелодрама с Кэри Грантом и Айрин Данн «Грошовая опера» (1941), вестерн с Уильямом Холденом, Гленном Фордом и Клер Тревор «Техас» (1941), где он сыграл доктора, и романтическая комедия с Барбарой Стэнвик и Генри Фондой «Вы принадлежите мне» (1941), где Бьюкенен сыграл садовника главного героя, своими советами помогающего устроить его личную жизнь. Среди двух фильмов Бьюкенена в 1942 году наиболее известным была романтическая комедия с Кэри Грантом и Джин Артур «Весь город говорит» (1942), где Бьюкенен сыграл важную роль адвоката.
В 1943 году у Бьюкенена была заметная роль в вестерне «Отчаянные» (1943) с участием Рэндольфа Скотта, Гленна Форда и Клер Тревор, он также сыграл военного моряка в военной драме с Эдвардом Робинсоном и Фордом «Истребитель» (1943). У него была также важная роль судьи в криминальной мелодраме с Линдой Дарнелл «Женщины без мужчин» (1943). Затем последовали две заметные роли второго плана, в частности, он сыграл сержанта в вестерне «Баффало Билл» (1944) с Джоэлом Маккри и судью в романтической комедии с Джин Артур «Беспокойные годы» (1944).
Пропустив год без работы, в 1946 году Бьюкенен получил роли в шести фильмах, среди которых вестерн с Рэндольфом Скоттом «Город Эйбилен» (1946), где он был шерифом, приключенческий фильм с Корнелом Уайлдом в роли Робин Гуда «Бандит и королева» (1946), где Бьюкенен был монахом, и вестерн с Эвелин Кейс «Отступники» (1946). В 1947 году Бьюкенен исполнил роль второго плана в вестерне Элии Казана «Море травы» (1947) с участием Кэтрин Хепберн и Спенсера Трейси. Он также сыграл важную роль скромного водителя грузовика, которого подставляют в убийстве, в фильме нуар с участием Гленна Форда и Дженис Картер «Подставленный» (1947).
В 1948 году Бьюкенен появился в восьми фильмах, среди которых вестерн с Гленом Фордом «Человек из Колорадо» (1948), вестерн с Рэндольфом Скоттом «Коронер Крик» (1948), а также историческая мелодрама с Луисом Хэйуордом «Чёрная стрела» (1948).. В малозаметной мелодраме «Лучший побеждает» (1948) Бьюкенен сыграл редкую для себя главную роль азартного игрока, страсть которого почти разрушает его семейную жизнь.
Год спустя Бьюкенен сыграл в очередном вестерне с Рэндольфом Скоттом «Блуждающие холмы» (1949) и в очередном вестерне с Гленном Фордом «Жажда золота» (1949). Кроме того, у него была роль в вестерне с Говардом Даффом «Красный каньон» (1949), а также в военной мелодраме с Кларком Гейблом и Алексис Смит «Крупная ставка» (1949). В 1950 году у Бьюкенена было четыре фильма, в том числе вестерн с Робертом Тейлором «Врата дьявола» (1950), комедия с Клифтоном Уэббом «Оптом дешевле» (1950), комедия с Ваном Джонсоном и Элизабет Тейлор «Большое похмелье» (1950), а также морской фильм нуар с Бродериком Кроуфордом и Джоном Айрлендом «Груз в Кейптаун» (1950).
Затем Бьюкенен появился в роли второго плана в вестерне с Тайроном Пауэром «Нападение на почтовую станцию» (1951) и в приключенческом экшне с Эдмондом О’Брайеном «Серебряный город» (1951), а также в вестернах «Великий рейд по Миссури» (1951) с Уэнделлом Кори и «Пещера разбойников» (1951) с Макдональдом Кэри. Ещё через год у Бьюкенена было четыре фильма, и все вестерны, среди которых наиболее значимы «Большие деревья» (1952) с Кирком Дугласом и «Пылающее перо» (1952) со Стерлингом Хейденом. В 1953 году Бьюкенен сыграл в популярном вестерне «Шейн» (1953) с Аланом Лэддом в главной роли, а также в комедиях «Она не могла сказать нет» (1953) с Робертом Митчемом и Джин Симмонс и «Это происходит каждый четверг» (1953) с Лореттой Янг и Джоном Форсайтом.
В фильме нуар Фритца Ланга «Человеческое желание» (1954) Бьюкенен исполнил одну из ключевых ролей машиниста поезда, хорошего семьянина, коллеги и доброго друга главного героя, роль которого сыграл Гленн Форд. Другими фильмами Бьюкенена в 1954 году стали вестерны «Заместитель шерифа Дестри» (1954) с Оди Мерфи и «Рассвет в Соккоро» (1954) с Рори Кэлхуном, а также фильм нуар со Стивеном Макнэлли «Поспеши, чтобы выжить» (1954). Год спустя у Бьюкенена снова было четыре вестерна, среди которых наиболее значимы «Уичито» (1955) с Джоэлом Маккри и «Гнев на рассвете» (1955) с Рэндольфом Скоттом, а в вестерне «Серебряная звезда» (1955) Бьюкенен сыграл главную роль немолодого шерифа, который вынужден противостоять трём вооружённым бандитам.
После мелодрамы об исправившемся алкоголике со Стивом Кокраном «Приходи следующей весной» (1956) Бьюкенен сыграл в трёх вестернах, среди которых «Пастух» (1958) с участием Гленна Форда и «День негодяя» (1958) с Фредом Макмюрреем. Среди пяти фильмов Бьюкенена 1959 года криминальная мелодрама с Корнелом Уайлдом «Край вечности» (1959) и романтическая комедия с Гленном Фордом и Дебби Рейнольдс «Всё началось с поцелуя» (1959).
В редком для себя фильме ужасов «Партнёр дьявола» (1960) Бьюкенен сыграл одну из главных ролей доктора, который вместе с шерифом противостоит человеку, который заключил сделку с дьяволом и угрожает жителям городка в Нью-Мексико. Бьюкенен также сыграл в очередном вестерне с Гленном Фордом «Симаррон»(1960) и в вестерне с Джеймсом Крейгом «Четыре быстрых стрелка» (1960). На следующий год Бьюкенен сыграл роль судьи в вестерне с Джоном Уэйном «Команчерос» (1961), а также был судьёй в комедии с Сандрой Ди «Тэмми, скажи мне правду» (1961).
После очередной роли судьи в вестерне с Рэндольфом Скоттом и Джоэлом Маккри «Скачи по горам» (1962) Бьюкенен сыграл в двух фильмах с Джоном Уэйном — вестерне «Маклинток!» (1963) и приключенческой комедии «Риф Донована» (1963). У него также были роли в двух романтических комедиях — «Я вернулась, дорогой» (1963) с Дорис Дэй и «Щекотливое дело» (1963) с Ширли Джонс. В следующий раз Бьюкенен появился на большом экране в комедийном вестерне «Пропойцы» (1965) с участием Гленна Форда и Генри Фонды, а затем в вестернах «Под прицелом» (1966) с Оди Мерфи и «Добро пожаловать в Тяжёлые Времена» (1967) с Генри Фондой. Через пять лет после семейной комедии с Энди Гриффитом «Ангел в моём кармане» (1969) Бьюкенен снялся в своём последнем фильме, семейной приключенческой истории о собаке, помогающей людям, «Бенджи» (1974).

## Карьера на телевидении
С появлением телевидения Бьюкенен легко перешёл с большого экрана на малый, и с середины 1950-х годов работал в основном на телевидении. Как отметил историк кино Хэл Эриксон, «Бьюкенен получал много работы на телевидении в его первое десятилетие».
В течение двух сезонов БЬюкенен играл комичного помощника заглавного героя (Уильям Бойд) в чрезвычайно популярном вестерн-сериале «Хопалонг Кэссиди» (1952—1954, 40 эпизодов). После этого в вестерн-сериале «Судья Рой Бин» (1955—1956, 39 эпизодов) Бьюкенен играл заглавную роль бывшего владельца магазина, который становится судьёй и постепенно наводит порядок в маленьком техасском городке.
В 1957—1961 годах Бьюкенен сыграл роль доктора Доусона в шести эпизодах вестерн-сериала «Истории Уэллс-Фарго» (1957—1961), а в 1959—1961 годах он был доктором Барраджем в шести эпизодах вестерн-сериала «Стрелок» (1959—1961).
В 1963 году Бьюкенен впервые сыграл «очаровательно ленивого дядю Джо Карсона» в классическом ситкоме «Станция Юбочкино» (1963—1970, 222 эпизода). Его персонажа в «Нью-Йорк Таймс» назвали «источником сельской мудрости». Эта роль, которую Бьюкенен бессменно играл в сериале в течение семи лет вплоть до его закрытия, принесла ему широкую популярность. В промежутках он играл дядю Джо Карсона и в двух других сериалах — семейных комедиях «Зеленые просторы» (1965—1969, 16 эпизодов) и «Деревенщина из Беверли-Хиллз» (1968, 3 эпизода).
В 1971—1972 годах Бьюкенен играл постоянную роль в современном криминальном вестерн-сериале «Округ Кейда» (1971—1972, 24 эпизода). Он был зрелым и надёжным главным помощником шерифа Сэма Кейда, роль которого сыграл звезда Голливуда и близкий друг Бьюкенена Гленн Форд.
Наряду с главными и постоянными ролями Бьюкенен часто выступал как гостевая звезда различных сериалов. В общей сложности в период с 1950 по 1973 год он сыграл в 472 эпизодах 85 различных сериалов. Бьюкенена, в частности, можно было увидеть в отдельных эпизодах сериалов «Освободите место для папочки» (1953—1956), «Приключения Оззи и Харриет» (1956—1958), «Караван повозок» (1957—1960), «Беспокойное оружие» (1958), «Калифорнийцы» (1958—1959), «Мэверик» (1958—1961), «Перри Мейсон» (1958—1962), «Альфред Хичкок представляет» (1959), «Бонанза» (1960—1961), «Ларами» (1960—1962), Шоу Энди Гриффита (1961), «Сумеречная зона» (1962), «Дымок из ствола» (1962—1963), «Виргинец» (1971) и «Семья Партриджей» (1972).

## Актёрское амплуа и оценка творчества
Бьюкенен был дородным актёром с пухлым лицом, усами и хриплым голосом. За 35 лет актёрской карьеры он сыграл в 100 фильмах и исполнил постоянные роли в четырёх телесериалах. На протяжении своей карьеры Бьюкенен поработал на всех крупных студиях (а также многих малых).
По словам Хэла Эриксона, в начале карьеры Бьюкенен, «сохранив сравнительно моложавый вид, специализировался на ролях седеющих героев вестернов со склонностью к злодейству или, по крайней мере, к воровству». В дальнейшем, как пишет «Нью-Йорк Таймс», Бьюкенен «олицетворял лукавого, но отзывчивого сельского простака, который выживает благодаря своей доморощенной, немудрённой жизненной философии». Этот образ сформировался главным образом благодаря его характерным ролям в таких классических вестернах, как «Аризона» (1940), «Буффало Билл» (1944), «Шейн» (1953) и «Скачи по горам» (1962). Хотя Бьюкенен часто играл в вестернах, он также играл и в фильмах другого типа. Среди них мелодрама «Грошовая серенада» (1941, которая наряду с «Аризоной» и «Техасом» входила в число любимых фильмов актёра), а также комедии «Весь город говорит» (1942) и «Оптом дешевле» (1950).
Тот же образ принёс Бьюкенен перенёс и на телевидение, где стал известен широкой телеаудитории по роли дяди Джо Карсона, которую он играл в сериалах «Станция Юбочкино» (1963—1970), «Зелёные просторы» (1965—1969) и «Деревенщина из Беверли-Хиллз» (1968). Он был одним из всего трёх звезд сериала «Станция Юбочкино» (1963), который проработал в нём на протяжении всех семи лет его демонстрации. Помимо этого у Бьюкенена была вторая главная роль в популярном сериале «Хопалонг Кэссиди» (1952—1954), главная роль в сериале «Судья Рой Бин» (1955—1956) и вторая главная роль в сериале «Округ Кейда» (1971—1972).

## Личная жизнь
В 1928 году Бьюкенен женился на Милдред Маргерит Спенс (англ. Mildred Marguerite Spence), которая, как и он, была стоматологом. Позднее Бьюкенен передал ей свою практику, чтобы полностью посвятить себя актёрской карьере. Они прожили вместе до смерти Бьюкенена в 1979 году. У пары был один сын, Бак Бьюкенен, который стал актёром.
Бьюкенен был близким другом актёра Гленна Форда, с которым сыграл в тринадцати различных фильмах и телепрограммах.

## Смерть
Эдгар Бьюкенен умер 4 апреля 1979 года в Медицинском центре Эйзенхауэра в Палм-Дезерт, Калифорния, после инсульта, осложненного пневмонией, через два месяца после операции на мозге. Ему было 76 лет.

## Фильмография
| Год        |    | Русское название                               | Оригинальное название                | Роль                                       |
| ---------- | -- | ---------------------------------------------- | ------------------------------------ | ------------------------------------------ |
| 1939       | ф  | Мой сын виновен                                | My Son Is Guilty                     | Дэн, бармен                                |
| 1940       | ф  | Аризона                                        | Arizona                              | судья БОгардус                             |
| 1940       | ф  | Побег к славе                                  | Escape to Glory                      | Чарли Эттерби                              |
| 1940       | ф  | Отряд слезоточивого газа                       | Tear Gas Squad                       | кузен Энди                                 |
| 1940       | ф  | Слишком много мужей                            | Too Many Husbands                    | Макдермотт                                 |
| 1940       | ф  | Морской ястреб                                 | The Sea Hawk                         | Бен Роллинм (в титрах не указан)           |
| 1940       | ф  | Троекратное ура ирландцам                      | 3 Cheers for the Irish               | гость на вечеринке (в титрах не указан)    |
| 1940       | ф  | Когда Далтоны перешли черту                    | When the Daltons Rode                | рассказчик / старожил (в титрах не указан) |
| 1941       | ф  | Её первый кавалер                              | Her First Beau                       | Элмер Таттл                                |
| 1941       | ф  | Грошовая серенада                              | Penny Serenade                       | Эпплджек                                   |
| 1941       | ф  | Самый богатый человек в городе                 | The Richest Man in Town              | Пит Мартин                                 |
| 1941       | ф  | Техас                                          | Texas                                | Буфорд «Док» Торп                          |
| 1941       | ф  | Вы принадлежите мне                            | You Belong to Me                     | Биллингс                                   |
| 1942       | ф  | Весь город говорит                             | The Talk of the Town                 | Сэм Йейтс                                  |
| 1942       | ф  | Тумстоун: Городс слишком крутой, чтобы умереть | Tombstone: The Town Too Tough to Die | Кёрли Билл Брошос                          |
| 1943       | ф  | Город без мужчин                               | City Without Men                     | судья Майкл Т. Мэллори                     |
| 1943       | ф  | Отчаянные                                      | The Desperadoes                      | дядя Вилли Маклид                          |
| 1943       | ф  | Истребитель                                    | Destroyer                            | Канзас Джексон                             |
| 1943       | ф  | Удачи, мистер Йейтс                            | Good Luck, Mr. Yates                 | Джонси Джонс                               |
| 1944       | ф  | Невеста по ошибке                              | Bride by Mistake                     | Джонатан Коннорс                           |
| 1944       | ф  | Баффало Билл                                   | Buffalo Bill                         | сержант Чипс Макгроу                       |
| 1944       | ф  | Беспокойные годы                               | The Impatient Years                  | судья                                      |
| 1944       | ф  | Странные отношения                             | Strange Affair                       | лейтенант Уошбёрн                          |
| 1945       | ф  | Город Эйбилен                                  | Abilene Town                         | шериф «Браво» Тримбл                       |
| 1945       | ф  | Разбойник и Королева                           | The Bandit of Sherwood Forest        | монах Так                                  |
| 1946       | ф  | Сражающийся гвардеец                           | The Fighting Guardsman               | Пепе, бандит-слуга                         |
| 1946       | ф  | Если мне повезёт                               | If I'm Lucky                         | Дариус, Джей Магоннэгл                     |
| 1946       | ф  | Опасный отпуск                                 | Perilous Holiday                     | Джордж Ричардс                             |
| 1946       | ф  | Отступники                                     | Renegades                            | Кирк Демброу                               |
| 1946       | ф  | Стены рухнули                                  | The Walls Came Tumbling Down         | Джордж Брэдфорд                            |
| 1946       | ф  | Море травы                                     | The Sea of Grass                     | Джефф, повар                               |
| 1947       | ф  | Подставленный                                  | Framed                               | Джефф Каннингем                            |
| 1948       | ф  | Приключение в Сильверадо                       | Adventures in Silverado              | доктор Хендерсон, он же Монах              |
| 1948       | ф  | Побеждает лучший                               | Best Man Wins                        | Джим Смайли                                |
| 1948       | ф  | Чёрная стрела                                  | The Black Arrow                      | Лоулесс                                    |
| 1948       | ф  | Коронер Крик                                   | Coroner Creek                        | шериф О’Хи                                 |
| 1948       | ф  | Фехтовальщик                                   | The Swordsman                        | Ангус Макарден                             |
| 1948       | ф  | Неукротимая порода                             | The Untamed Breed                    | Джон Рамбо                                 |
| 1948       | ф  | Крушение «Гесперуса»                           | The Wreck of the Hesperus            | Джордж Локхарт                             |
| 1948       | ф  | Человек из Колорадо                            | The Man from Colorado                | Док Мерриам                                |
| 1949       | ф  | Крупная ставка                                 | Any Number Can Play                  | Эд                                         |
| 1949       | ф  | Жажда золота                                   | Lust for Gold                        | Уайзер                                     |
| 1949       | ф  | Красный каньон                                 | Red Canyon                           | Джона Джонсон                              |
| 1949       | ф  | Блуждающие холмы                               | The Walking Hills                    | Старый Вилли                               |
| 1950       | ф  | Большое похмелье                               | The Big Hangover                     | дядя Фрэнк Махоуни                         |
| 1950       | ф  | Груз в Кейптаун                                | Cargo to Capetown                    | Сэм Беннетт                                |
| 1950       | ф  | Оптом дешевле                                  | Cheaper by the Dozen                 | доктор Бёртон                              |
| 1950       | ф  | Врата дьявола                                  | Devil's Doorway                      | Зик Кармоди                                |
| 1951       | ф  | Пещера преступников                            | Cave of Outlaws                      | Доббс                                      |
| 1951       | ф  | Великий рейд по Миссури                        | The Great Missouri Raid              | доктор Сэмюэлс                             |
| 1951       | ф  | Нападение на почтовую станцию                  | Rawhide                              | Сэм Тодд                                   |
| 1951       | ф  | Серебряный город                               | Silver City                          | Датч Сарренси                              |
| 1951       | ф  | Большие деревья                                | The Big Trees                        | Уолтер «Юкон» Бёрнс                        |
| 1951       | с  | Театр «Бигелоу»                                | The Bigelow Theatre                  | (1 эпизод)                                 |
| 1951       | с  | Время Голливудского театра                     | Hollywood Theatre Time               | (1 эпизод)                                 |
| 1952       | ф  | Пылающее перо                                  | Flaming Feather                      | сержант О‘Рурк                             |
| 1952       | ф  | Самый крутой человек в Аризоне                 | Toughest Man in Arizona              | Джим Хэдлок                                |
| 1952       | ф  | Дикий жеребец                                  | Wild Stallion                        | Джон Винтергрин                            |
| 1952—1954  | с  | Хопалонг Кэссиди                               | Hopalong Cassidy                     | Ред Коннорс (40 эпизодов)                  |
| 1953       | ф  | Это случалось каждый четверг                   | It Happens Every Thursday            | Джейк                                      |
| 1953       | ф  | Шейн                                           | Shane                                | Фред Льюис                                 |
| 1953       | ф  | Она не могла сказать нет                       | She Couldn't Say No                  | Эд Микер                                   |
| 1953—1955  | с  | Кавалькада Америки                             | Cavalcade of America                 | разные роли (4 эпизода)                    |
| 1953—1956  | с  | Освободите место для папочки                   | Make Room for Daddy                  | разные роли (2 эпизода)                    |
| 1954       | ф  | Рассвет в Сокорро                              | Dawn at Socorro                      | шериф Котон                                |
| 1954       | ф  | Заместитель шерифа Дестри                      | Destry                               | мэр Селлерс                                |
| 1954       | ф  | Человеческое желание                           | Human Desire                         | Алек Симмонс                               |
| 1954       | ф  | Спешите жить                                   | Make Haste to Live                   | шериф Лейф                                 |
| 1954       | с  | Театр «Корона» с Глорией Свансон               | Crown Theatre with Gloria Swanson    | дядя Гарри (1 эпизод)                      |
| 1954       | с  | Порт                                           | Waterfront                           | Оскар Хэнлайн (1 эпизод)                   |
| 1955       | ф  | Одинокий путь                                  | The Lonesome Trail                   | Дэн Вэллс                                  |
| 1955       | ф  | Ярость на рассвете                             | Rage at Dawn                         | судья                                      |
| 1955       | ф  | Серебряная звезда                              | The Silver Star                      | Уилл «Билл» Дауди                          |
| 1955       | ф  | Уичита                                         | Wichita                              | Док Блэк                                   |
| 1955       | с  | Телевизионный театр «Форда»                    | The Ford Television Theatre          | Папа Мамби (1 эпизод)                      |
| 1955       | с  | Театр кинорежиссёров                           | Screen Directors Playhouse           | Саб Дойал (1 эпизод)                       |
| 1955       | с  | Люк и Тендерфут                                | Luke and the Tenderfoot              | Люк Херкимер (2 эпизода)                   |
| 1955— 1956 | с  | Судья Рой Бин                                  | Judge Roy Bean                       | судья Рой Бин (39 эпизодов)                |
| 1955— 1959 | с  | Театр «Дженерал Электрик»                      | General Electric Theater             | разные роли (7 эпизодов)                   |
| 1956       | ф  | Приходи следующей весной                       | Come Next Spring                     | мистер Кэнери                              |
| 1956       | с  | Перекрёстки                                    | Crossroads                           | Барт Олден (1 эпизод)                      |
| 1956       | с  | Телефонное время                               | Telephone Time                       | Хорас Грили (1 эпизод)                     |
| 1956       | с  | Странные истории                               | Strange Stories                      | (1 эпизод)                                 |
| 1956—1958  | с  | Приключения Оззи и Харриет                     | The Adventures of Ozzie and Harriet  | разные роли (2 эпизода)                    |
| 1957       | ф  | Губители леса                                  | Spoilers of the Forest               | Том Данкан                                 |
| 1957       | с  | Театр звёзд «Шлитца»                           | Schlitz Playhouse of Stars           | Генри Макгуайр (1 эпизод)                  |
| 1957       | с  | Кульминация                                    | Climax!                              | разные роли (2 эпизода)                    |
| 1957—1960  | с  | Караван повозок                                | Wagon Train                          | разные роли (2 эпизода)                    |
| 1957— 1961 | с  | Истории Уэллс-Фарго                            | Tales of Wells Fargo                 | Док Доусон (6 эпизодов)                    |
| 1957— 1963 | с  | Предоставьте это Биверу                        | Leave It to Beaver                   | разные роли (3 эпизода)                    |
| 1958       | ф  | День негодяя                                   | Day of the Badman                    | Сэм Викофф                                 |
| 1958       | ф  | Пастух                                         | The Sheepman                         | Милт Мастерс                               |
| 1958       | с  | Беспокойное оружие                             | The Restless Gun                     | разные роли(2 эпизода)                     |
| 1958       | с  | Первая студия                                  | Studio One                           | Дэн Феррис (1 эпизод)                      |
| 1958       | с  | Миллионер                                      | The Millionaire                      | Уильям Эллиотт Воэн (1 эпизод)             |
| 1958       | с  | Шоу Гейл Сторм                                 | The Gale Storm Show: Oh! Susanna     | Джаспер Стоукс (1 эпизод)                  |
| 1958       | с  | Город Симаррон                                 | Cimarron City                        | Шэнти (1 эпизод)                           |
| 1958       | с  | 26 мужчин                                      | 26 Men                               | (1 эпизод)                                 |
| 1958       | с  | Приключения Джима Боуи                         | The Adventures of Jim Bowie          | Рингтейл Джек (1 эпизод)                   |
| 1958—1959  | с  | Калифорнийцы                                   | The Californians                     | разные роли (2 эпизода)                    |
| 1958—1961  | с  | Мэверик                                        | Maverick                             | разные роли (5 эпизодов)                   |
| 1958 —1962 | с  | Перри Мейсон                                   | Perry Mason                          | разные роли (2 эпизода)                    |
| 1959       | ф  | Край вечности                                  | Edge of Eternity                     | шериф Эдвардс                              |
| 1959       | ф  | Человек - гончая                               | Hound-Dog Man                        | Док Коул                                   |
| 1959       | ф  | Всё началось с поцелуя                         | It Started with a Kiss               | конгрессмен Ричард Тэпп                    |
| 1959       | ф  | Король диких жеребцов                          | King of the Wild Stallions           | Айдахо                                     |
| 1959       | ф  | Самогонщики                                    | Stump Run                            | Бак Гэскин                                 |
| 1959       | с  | Альфред Хичкок представляет                    | Alfred Hitchcock Presents            | Папс (1 эпизод)                            |
| 1959       | с  | Вертолёты                                      | Whirlybirds                          | Бёртон (1 эпизод)                          |
| 1959       | с  | Представитель закона                           | Lawman                               | Джесс Миллер (1 эпизод)                    |
| 1959       | с  | Разыскивается живым или мёртвым                | Wanted: Dead or Alive                | разные роли (2 эпизода)                    |
| 1959       | с  | Помощник шерифа                                | The Deputy                           | Избел (1 эпизод)                           |
| 1959       | с  | В суде                                         | On Trial                             | доктор (1 эпизод)                          |
| 1959       | с  | Преследование                                  | Trackdown                            | Талли Сэксон (1 эпизод)                    |
| 1959— 1961 | с  | Стрелок                                        | The Rifleman                         | разные роли (6 эпизодов)                   |
| 1960       | ф  | Четыре быстрых стрелка                         | Four Fast Guns                       | Диппер                                     |
| 1960       | ф  | Грузовой вагончик                              | Chartroose Caboose                   | Вудроу «Вуди» Уоттс                        |
| 1960       | ф  | Симаррон                                       | Cimarron                             | судья Нил Хефнер                           |
| 1960       | с  | Прямо с телетайпа                              | Hot Off the Wire                     | дядя Честер Данфорт (1 эпизод)             |
| 1960       | с  | Речная лодка                                   | Riverboat                            | Уингейт Парди (1 эпизод)                   |
| 1960       | с  | Бронко                                         | Bronco                               | »Пап» Бен Оуэнс (1 эпизод)                 |
| 1960       | с  | Бэт Мастерсон                                  | Bat Masterson                        | Кактус Чарли (1 эпизод)                    |
| 1960       | с  | Задание под водой                              | Assignment: Underwater               | Чарли Ноубл (1 эпизод)                     |
| 1960       | с  | Дилижанс на Запад                              | Stagecoach West                      | Лам Дженсен (1 эпизод)                     |
| 1960—1961  | с  | Бонанза                                        | Bonanza                              | разные роли (2 эпизода)                    |
| 1960—1962  | с  | Ларами                                         | Laramie                              | разные роли (4 эпизода)                    |
| 1960—1962  | с  | Вне закона                                     | Outlaws                              | разные роли (2 эпизода)                    |
| 1960—1962  | с  | Шоссе 66                                       | Route 66                             | разные роли (2 эпизода)                    |
| 1961       | ф  | Сообщник дьявола                               | Devil's Partner                      | Док Лукас                                  |
| 1961       | ф  | Команчерос                                     | The Comancheros                      | окружной судья Таддеуш Джексон Брин        |
| 1961       | ф  | Тэмми, скажи мне правду                        | Tammy Tell Me True                   | судья Карвер                               |
| 1961       | с  | Автобусная остановка                           | Bus Stop                             | Судья Нил (1 эпизод)                       |
| 1961       | с  | Шоу Боба Каммингса                             | The Bob Cummings Show                | (1 эпизод)                                 |
| 1961       | с  | Шоу Барбары Стэнвик                            | The Barbara Stanwyck Show            | судья Франклин (1 эпизод)                  |
| 1961       | с  | Шоу Энди Гриффита                              | The Andy Griffith Show               | Генри Уилер (1 эпизод)                     |
| 1961       | с  | Клондайк                                       | Klondike                             | Сэм Перкинс (1 эпизод)                     |
| 1961       | с  | Национальный бархат                            | National Velvet                      | дедушка Харвелл (2 эпизода)                |
| 1961       | с  | Высокий человек                                | The Tall Man                         | Арчи Кью (1 эпизод)                        |
| 1962       | ф  | Скачи по горам                                 | Ride the High Country                | судья Толливер                             |
| 1962       | с  | Есть оружие — будут путешествия                | Have Gun - Will Travel               | Ной Кардифф (1 эпизод)                     |
| 1962       | с  | Деннис-мучитель                                | Dennis the Menace                    | мистер Микин (1 эпизод)                    |
| 1962       | с  | Сумеречная зона                                | The Twilight Zone                    | Док Болтон (1 эпизод)                      |
| 1962       | с  | Триллер                                        | Thriller                             | Док О’Коннор (1 эпизод)                    |
| 1962       | с  | Премьера «Алкоа»                               | Alcoa Premiere                       | Крэб Холман (1 эпизод)                     |
| 1962       | с  | Бескрайняя страна                              | Wide Country                         | Уолтер Гатри (1 эпизод)                    |
| 1962       | с  | Стоуни Бёрк                                    | Stoney Burke                         | Вернон Доус (1 эпизод)                     |
| 1962—1963  | с  | Доктор Килдэр                                  | Dr. Kildare                          | разные роли (2 эпизода)                    |
| 1962—1963  | с  | Дымок из ствола                                | Gunsmoke                             | разные роли (2 эпизода)                    |
| 1962—1963  | с  | Шоу Ллойда Бриджеса                            | The Lloyd Bridges Show               | разные роли (2 эпизода)                    |
| 1963       | ф  | Риф Донована                                   | Donovan's Reef                       | адвокат из Бостона Фрэнсис Х. О’Брайен     |
| 1963       | ф  | МакЛинток!                                     | McLintock!                           | Банни Далл                                 |
| 1963       | ф  | Я вернулась, дорогой                           | Move Over, Darling                   | судья Брайсон                              |
| 1963       | ф  | Щекотливое дело                                | A Ticklish Affair                    | капитан Мартин / Уиллоу                    |
| 1963 —1970 | с  | Станция Юбочкино                               | Petticoat Junction                   | дядя Джо Карсон (222 эпизода)              |
| 1965       | ф  | Пропойцы                                       | The Rounders                         | Винс Мур                                   |
| 1965       | с  | Отпускной театр                                | Vacation Playhouse                   | Люк (1 эпизод)                             |
| 1965       | с  | Карен                                          | Karen                                | дядя Джим Логгинс (1 эпизод)               |
| 1965—1969  | с  | Зеленые просторы                               | Green Acres                          | дядя Джо Карсон (16 эпизодов)              |
| 1966       | ф  | Под прицелом                                   | Gunpoint                             | Булл                                       |
| 1967       | ф  | Добро пожаловать в Тяжелые Времена             | Welcome to Hard Times                | Браун                                      |
| 1968       | тф | Кое-что для одинокого человека                 | Something for a Lonely Man           | старик Воленски                            |
| 1968       | с  | Деревенщина из Беверли-Хиллз                   | The Beverly Hillbillies              | дядя Джо Карсон (3 эпизода)                |
| 1969       | ф  | Ангел у меня в кармане                         | Angel in My Pocket                   | Аксель Гришем                              |
| 1969       | тф | Банда стариков                                 | The Over-the-Hill Gang               | Джейсон Фитч                               |
| 1970       | тф | Банда с холма едет снова                       | The Over-the-Hill Gang Rides Again   | Джейсон Фитч                               |
| 1970       | с  | Отряд «Стиляги»                                | The Mod Squad                        | Харгис (1 эпизод)                          |
| 1970       | с  | Суть дела                                      | The Name of the Game                 | Фелсон (1 эпизод)                          |
| 1971       | ф  | Юма                                            | Yuma                                 | Мьюлс Макнил                               |
| 1971       | тф | Маршал Мадрида                                 | The Marshal of Madrid                | помощник маршала Джей Джей Джексон         |
| 1971       | с  | Виргинец                                       | The Virginian                        | Тедди Бёрдвелл (1 эпизод)                  |
| 1971—1972  | с  | Страна Кейда                                   | Cade's County                        | Джей Джей Джесон (24 эпизода)              |
| 1972       | ф  | Сэм Кейд                                       | Sam Cade                             | Джей Джей Джексон                          |
| 1972       | с  | Семья Партриджей                               | The Partridge Family                 | судья Макэлврет (1 эпизод)                 |
| 1973       | с  | Любовь по-американски                          | Love, American Style                 | судья Брокмертон (1 эпизод)                |
| 1974       | ф  | Бенджи                                         | Benji                                | Билл                                       |